# دبلیودبلیوئی نو مرسی
 نو مرسی  (به انگلیسی: No Mercy) نام یک رویداد سالانه کشتی حرفه‌ای غیر رایگان می‌باشد که توسط دبلیودبلیوئی برگزار می‌شود.

این روبداد نخستین بار در ۱۶ مه ۱۹۹۹ در منچستر انگلستان برگزار شد. این رویداد سالانه در اکتبر سال‌های ۱۹۹۹ تا ۲۰۰۸ برگزار شده که از سال ۲۰۰۳ تا ۲۰۰۶ تحت برند اسمک‌داون بوده است. در سال ۲۰۱۶ این رویداد با برند اسمک‌داون بازگشت که برای نخستین بار توسط شبکه دبلیودبلیوئی پخش شد. البته در سال ۲۰۱۷ این رویداد با برند را برگزار شد.

## نو مرسی‌های برگزار شده
|  | دبلیودبلیوئی را-برند رویداد |  | دبلیو دبلیو ئی اسمک‌داون-برند رویداد |

| رویداد          | تاریخ           | شهر                                    | ورزشگاه                  | مسابقه اصلی                                                                                              |
| --------------- | --------------- | -------------------------------------- | ------------------------ | --- |
| نو مرسی (یو کی) | ۱۶ مه ۱۹۹۹      | منچستر, انگلستان                       | منچستر آرنا              | استیو آستین (c) مقابل آندرتیکر مقابل تریپل اچ برای کمربند دبلیودبلیوئی قهرمانی جهان                      |
| نو مرسی (۱۹۹۹)  | ۱۷ اکتبر ۱۹۹۹   | کلیولند، اوهایو, اوهایو                | گوند آرنا                | تریپل اچ (c) مقابل استیو آستین برای کمربند دبلیودبلیوئی قهرمانی جهان                                     |
| نو مرسی (۲۰۰۰)  | ۲۲ اکتبر ۲۰۰۰   | آلبانی، نیویورک, ایالت نیویورک         | پپسی آرنا                | دواین جانسون (c) مقابل کرت انگل برای کمربند دبلیودبلیوئی قهرمانی جهان                                    |
| نو مرسی (۲۰۰۱)  | ۲۱ اکتبر ۲۰۰۱   | سنت لوئیس، میزوری, میزوری              | ساویس سنتر               | استیو آستین (c) مقابل کرت انگل مقابل راب ون دم برای کمربند دبلیودبلیوئی قهرمانی جهان                     |
| نو مرسی (۲۰۰۲)  | ۲۰ اکتبر ۲۰۰۲   | نورت لیتل راک (آرکانزاس), آرکانزاس     | آلتل آرنا                | براک لزنر (c) مقابل آندرتیکر برای کمربند دبلیودبلیوئی قهرمانی جهان                                       |
| نو مرسی (۲۰۰۳)  | ۱۹ اکتبر ۲۰۰۳   | بالتیمور, مریلند                       | فرست مرینر آرنا          | براک لزنر (c) مقابل آندرتیکر برای کمربند دبلیودبلیوئی قهرمانی جهان                                       |
| نو مرسی (۲۰۰۴)  | ۳ اکتبر ۲۰۰۴    | رادرفورد شرقی، نیوجرسی, نیوجرسی        | کاندیننتال ایرلاینز آرنا | جان لیفیلد (c) مقابل آندرتیکر برای کمربند دبلیودبلیوئی قهرمانی جهان                                      |
| نو مرسی (۲۰۰۵)  | ۹ اکتبر ۲۰۰۵    | هیوستون, تگزاس                         | تویوتا سنتر              | دیوید باتیستا (c) مقابل ادی گررو برای قهرمانی سنگین‌وزن جهان (دبلیو دبلیو ای)                             |
| نو مرسی (۲۰۰۶)  | ۸ اکتبر ۲۰۰۶    | رالی، کارولینای شمالی, کارولینای شمالی | آر بی سی سنتر            | بوکرتی (c) مقابل بابی لشلی مقابل دیوید باتیستا مقابل فاینالی برای قهرمانی سنگین‌وزن جهان (دبلیو دبلیو ای) |
| نو مرسی (۲۰۰۷)  | ۷ اکتبر ۲۰۰۷    | روزمونت، ایلینوی, ایلینوی              | آلاستار آرنا             | تریپل اچ (c) مقابل رندی اورتن برای کمربند دبلیودبلیوئی قهرمانی جهان                                      |
| نو مرسی (۲۰۰۸)  | ۵ اکتبر ۲۰۰۸    | پورتلند، اورگن, اورگن                  | رز گاردن                 | کریس جریکو (c) مقابل شاون مایکلز برای قهرمانی سنگین‌وزن جهان (دبلیو دبلیو ای)                             |
| نو مرسی (۲۰۱۶)  | ۹ اکتبر ۲۰۱۶    | ساکرامنتو، کالیفرنیا, کالیفرنیا        | گلدن وان سنتر            | بری وایت مقابل رندی اورتن                                                                                |
| نو مرسی (۲۰۱۷)  | ۲۴ سپتامبر ۲۰۱۷ | لس آنجلس                               | استیپلز سنتر             | براک لزنر (c) مقابل براون استرومن برای کمربند یونیورسال دبلیودبلیوئی                                     |